# Friedrich Hoßfeld (Maler)

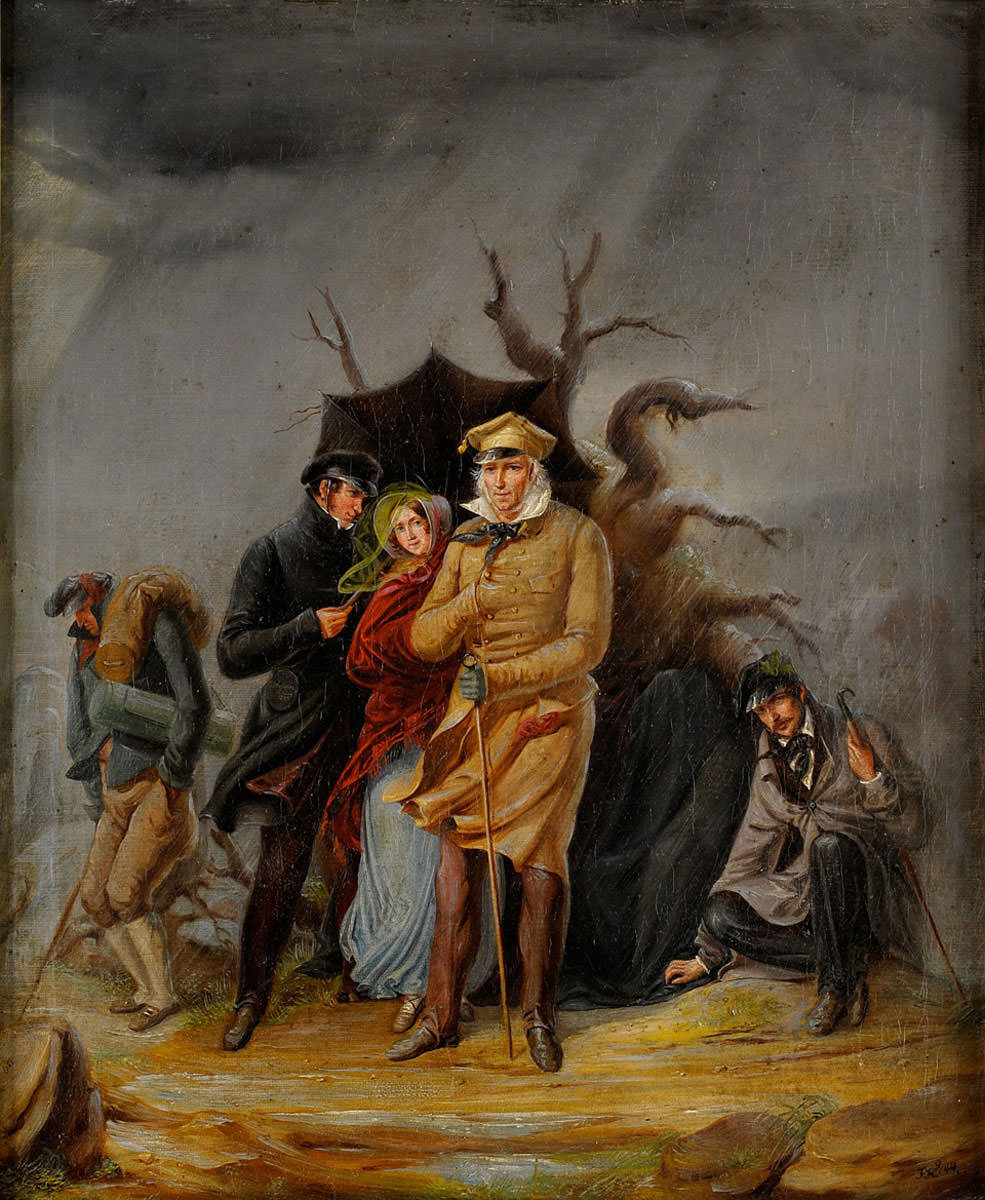
Porträt Friedrich Gotthelf Kummer mit Familie von Johann Friedrich Hoßfeld 1844

Johann Friedrich Hoßfeld (geb. 26. September 1809 in Mölbis bei Leipzig; gest. 11. Juni 1882 in Berlin) war Maler, Illustrator und Zeichenlehrer in Schulpforta.

## Leben
Hoßfeld kam als Sohn des Rittergutsgärtners Johann Georg Hoßfeld und seiner Frau Johanne Friederike, geb. Richter in Mölbis zur Welt. Die Hoßfelds zogen 1811 nach Schulpforte. Hoßfeld besuchte die Akademien in Leipzig und Dresden und studierte in Berlin um 1832 Porträtmalerei bei Karl Wilhelm Wach. Von seinem Werk ist wenig erhalten. Laut Georg Kaspar Nagler betätigte er sich auch in der Architektur- und Landschaftsmalerei. Vorher war er in Dresden ansässig. Zu seiner Existenzsicherung und besonders um eine Familie zu gründen, wurde er 1845 Zeichenlehrer an der Landesschule Schulpforta. Seine Ehefrau Luise (1824–1868) war die Tochter des Dr. Friedrich Gotthelf Kummer, des Münzmeisters an der Staatlichen Münze Dresden. Seit 1810 war sein Schwiegervater mit Caspar David Friedrich befreundet. Über Hoßfelds Tochter Luise Hoßfeld gingen Zeichnungen Friedrichs und Kummers, die sich zum Teil in einem Sammelalbum in ihrem Besitz befanden, an das Kupferstichkabinett Dresden. Hoßfeld hatte seinen Schwiegervater mit Familie 1844 porträtiert. Das Gemälde ist genau datiert mit dem 18. Dezember 1844 und mit Monogramm versehen. Anlässlich von Hoßfelds 200sten Geburtstag wurde in Bad Kösen eine Ausstellung organisiert, zu der ein Begleitband erschien. Hoßfeld war Vater des Architekten Oskar Hoßfeld (1848–1915) und Großvater des Architekten Friedrich Hoßfeld (1879–1972), der in Naumburg (Saale) Stadtbaurat war. Zum Ende seines Lebenszog Hoßfeld zu seinen vier Kindern nach Berlin. Seine Verdienste bei der Kunsterziehung in Schulpforte fanden mit der am 1. Oktober 1880 erfolgten Verleihung des Preußischen Kronenordens ihre Würdigung. Auf sein Werk betrachtet ist sein Œuvre nicht sehr umfangreich. Bedeutsam sind jedoch seine gemalten Porträts von Pfortenser Lehrern. Darunter hatte er fünf Rektoren porträtiert. Diese bewahrt die Landesschule Pforta. Hoßfelds Illustrationen gibt es u. a. im Buch von Wilhelm Corssen: Alterhümer und Kunstdenkmale des Cistercienserklosters St. Marien und der Landesschule zur Pforte, Waisenhaus, Halle 1868. Seine bildnerischen Werke stehen entweder mit seiner Familie oder mit Schulpforte in Verbindung.

## Werke von Hoßfeld (Auswahl)
- Kopie des Porträts des Kurfürsten Moritz von Sachsen, dem Gründer der Landesschule Pforte 1543, Ölgemälde 1843
- Porträt Friedrich Gotthelf Kummer mit Familie, 1844[9]
- Erinnerungsblatt an Schulpforte den 14. März 1877, Lithographie 1877
- Die Kirche von Schulpforte von Osten gesehen, Lithographie 1845
- Die Kirche von Schulpforte von Westen gesehen, Lithographie 1845
- Der Innenhof der Ruine Rudelsburg, 1836, aus: Die Denkmalpflege vom 18. Juni 1913, S. 62.